# Ratio educationis
Ratio educationis byl organizační řád pro školní soustavu v Uhersku, který publikovala Uherská královská místodržitelská rada za vlády Marie Terezie 2. srpna 1777.

## Charakteristika
Položil základy velké reformy školství, umožnil vytváření škol s vyučovacím mateřským jazykem a vydávat příslušné učebnice. Obsahoval i studijní a disciplinární řád. Cílem výchovy byl ve smyslu osvícenských myšlenek občan.
Citát z odstavce 1 (důležitého pro nemaďarské národy v Uhersku):
Každý jednotlivý národ (pokud je to, pravda, možné) by měl mít školy s vlastním vyučovacím jazykem, v jejichž čele mají stát učitelé dobře ovládající nejen rodný, ale i jiné jazyky, které se v království častěji používají ...
Vytvořil jednotnou školní soustavu od lidových škol po univerzitu:
- Lidová škola (kde se žáci učili kromě psaní, čtení, počítání i základy hospodaření; vyučovacím jazykem byl mateřský jazyk):
  - Typ 1 (na vesnicích): 1 učitel (tzv. triviální školy)
  - Typ 2 (ve městech pro řemeslníky): 2 učitelé (tzv. hlavní školy)
  - Typ 3 (ve městech pro řemeslníky a obchodníky): 3 učitelé (tzv. hlavní školy)
  - Typ 4 (v sídlech distriktů): výchova učitelů lidových škol (tzv. normální školy – ve smyslu „vzorové“)
- Latinská škola (vyučovací jazyk latina):
  - 1. stupeň: všeobecné vzdělávání (tzv. gramatické školy)
  - 2. stupeň: rozšíření všeobecného vzdělávání (tzv. humanitní třídy; spolu s gramatickými třídami tvořily gymnázium)
  - 3. stupeň: dva roky filozofie a práva (tzv. akademie; určené pro šlechtické děti; celkem jich bylo 5, z toho na Slovensku v Trnavě a Košicích)

Lidové školy bychom dnes označili jako základní, první a druhý stupeň latinských škol jako střední školy a akademie (s výhradami) jako univerzity.